# Tajemství Hunterových
Tajemství Hunterových (v anglickém originále Hunter Street) je nizozemský komediální dobrodružný televizní seriál vytvořený Reintem Schölvinckem a Melle Runderkampovou, který byl poprvé vysílán na Nickelodeonu jako promenáda 11. března 2017, před oficiální premiérou 13. března 2017. V seriálu účinkují Stony Blyden, Mae Mae Renfrow, Kyra Smith, Thomas Jansen a Daan Creyghton jako skupina pěti pěstounů, které musí vyřešit záhadu, aby našli své chybějící pěstouny. Wilson Radjou-Pujalte a Kate Bensdorp se připojili k hlavnímu obsazení ve druhé sérii seriálu a Eliyha Altena a Sarah Nauta k hlavnímu obsazení ve třetí sérií seriálu.

## Děj

### První řada
Život pěti pěstounů se významně změní poté, co strávili první noc v jejich novém domě. Když se sourozenci Max, Tess, Anika, Sal a Daniel probudí, zjistí, že jejich rodiče zmizeli. To děti připravuje na hledání vodítek, která by jim mohla pomoci najít jejich rodiče. Tato cesta se promění v rodinné dobrodružství, které zahrnuje takové aktivity, jako jsou projížďky lodí po kanálech, prozkoumávání tajných tunelů a odhalování ztracených pokladů. Cestou musí vyřešit záhadu staré rodinné rivaly a podvodné dědice.

### Druhá řada
Rodina Hunterů čelí dalšímu tajemství, když je jejich nevlastní otec Erik obviněn z trestného činu a je na dětech, aby případ vyřešily a očistily jeho jméno.

### Třetí řada
Třetí série Tajemství Hunterových sleduje rodinu Hunterů na záhadných cestách po Amsterdamu a vede je k napínavým dobrodružstvím, když narážejí na záhadné stopy, tajné místnosti a nečekaná odhalení.

## Obsazení

### Hlavní role
| Stony Blyden          | Max Hunter (1.–2. řada)    |
| MaeMae Renfrow        | Tess Hunter                |
| Daan Creyghton        | Sal Hunter                 |
| Thomas Jansen         | Daniel Hunter (1.–2. řada) |
| Kyra Smith            | Anika Hunter               |
| Wilson Radjou-Pujalte | Jake Hunter (od 2. řady)   |
| Kate Bensdorp         | Evie Hunter (od 2. řady)   |
| Eliyha Altena         | Oliver (od 3. řady)        |
| Sarah Nauta           | Jasmyn (od 3. řady)        |

### Vedlejší role
| Ronald Top           | Erik Hunter              |
| Tooske Ragas         | Kate Hunter              |
| Yootha Wong-Loi-Sing | Simone                   |
| Barnaby Savage       | Tim                      |
| Zoë Harding          | Sophie Saganash          |
| Mark Wijsman         | Jerry (2. řada)          |
| Michael de Roos      | Detektiv Simon (2. řada) |
| Alyssa Guerrouche    | Jennie (2. řada)         |
| Cystine Carreon      | Dottie (3. řada)         |
| Loveday Smith        | Diane (3. řada)          |
| Thomas Cammaert      | Markus (3. řada)         |
| Charlie May          | Rex Legend (3. řada)     |
| Edwin Jonker         | Llayman (3. řada)        |

## Vysílání
| Řada | Díly | Premiéra v USA    | Premiéra v USA  | Premiéra v ČR | Premiéra v ČR |
| Řada | Díly | První díl         | Poslední díl    | První díl     | Poslední díl  |
| ---- | ---- | ----------------- | --------------- | ------------- | ------------- |
| 1    | 20   | 11. března 2017   | 7. dubna 2017   | vysíláno      | vysíláno      |
| 2    | 20   | 29. ledna 2018    | 23. února 2018  | vysíláno      | vysíláno      |
| 3    | 30   | 29. července 2019 | 27. září 2019   | vysíláno      | vysíláno      |
| 4    | 20   | 19. dubna 2021    | 20. května 2021 | vysíláno      | vysíláno      |